# Викки, Бернадетт
Бернадетт Викки (нем. Bernadette Wicki; 30 июня 1968 года, Хергисвиль, Швейцария) — швейцарская гребчиха, участница летних Олимпийских игр 2000 года.

## Спортивная биография
В 1998 году Бернадетт стала бронзовым призёром чемпионата мира в закрытых помещениях.
В 2000 году Викки дебютировала на летних Олимпийских играх в Сиднее. В соревнованиях двоек парных Бернадетт выступила вместе с Каролиной Люти. Швейцарский экипаж в первом раунде в своём заплыве занял лишь 4-е место, отстав от лидера более, чем на 8 секунд. В дополнительной гонке швейцарки заняли последнее место и отправились в финал B. В утешительном финале экипажу из Швейцарии удалось показать хороший результат и, заняв в заплыве 1-е место, они заняли итоговую 7-ю позицию.
Трижды Викки становилась призёром этапов Кубка мира, а в 1998 году она в соревнованиях двоек парных стала победительницей этапа Кубка мира в Мюнхене. После чемпионата мира 2001 года, где Викки заняла 6-е место, швейцарская спортсменка приняла решение завершить свою спортивную карьеру.